# Agroelymus ungavensis
Agroelymus ungavensis är en gräsart som först beskrevs av Louis-marie, och fick sitt nu gällande namn av Ernest Lepage. Agroelymus ungavensis ingår i släktet Agroelymus och familjen gräs. Inga underarter finns listade i Catalogue of Life.